# William Shepherd
William McMichael Shepherd (Oak Ridge, 26 de julho de 1949) era um astronauta norte-americano que serviu como comandante da tripulação da Expedição 1 na Estação Espacial Internacional.
Shepherd foi seleccionado para o corpo de astronautas da NASA em 1984. Em 1986 o seu treino de SEAL da Marinha dos Estados Unidos provou-se inesperadamente útil para a NASA, quando este participou em missões de resgate dos restos do ônibus espacial Challenger após a sua destruição.
Após isso, Shepherd serviu como astronauta especialista de missão em três voos do ônibus espacial: missões STS-27 em 1988, STS-41 em 1990 e STS-52 em 1992.
Em 1993, Shepherd foi designado para conduzir o programa da Estação Espacial Internacional. De 31 de outubro de 2000 a 21 de março de 2001, ele e os cosmonautas russos Yuri Gidzenko e Sergei Krikalev serviram como a primeira tripulação na Estação Espacial Internacional, na Expedição 1.
Shepherd tem a mais alta condecoração dada a um astronauta pelo governo dos Estados Unidos, a Medalha de Honra Espacial do Congresso, outorgada por seus serviços e esforços durante a missão de resgate dos restos da Challenger e sua tripulação, e por ter sido o comandante da primeira expedição humana a habitar a Estação Espacial Internacional.